# La señora García se confiesa
La señora García se confiesa fue una serie de Adolfo Marsillach de 13 capítulos de 30 minutos con estructura serial emitida entre el 2 de noviembre de 1976 y el 25 de enero de 1977 los martes a las 21.30 horas en la Primera Cadena de TVE.  La música de la cabecera del programa fue compuesta por Luis Eduardo Aute.

## Argumento
Cuenta la relación entre la señora García (Lucía Bosé), una mujer viuda de la alta burguesía, y el señor Martínez (Adolfo Marsillach), un guionista de televisión que busca un tema sobre el que escribir. El escritor le propone a la señora García que le cuente su vida. Quiere saber lo que una mujer siente desde que tiene uso de razón hasta que envejece. Quiere que su "confesión" ayude a los hombres a entender a las mujeres. A través de diálogos entre ambos y de saltos en el tiempo, la serie muestra cómo la señora García experimenta el primer beso, la muerte del padre, la entrada en la universidad, el matrimonio, la educación de los hijos, etc.

## Comentario
En un principio, el papel de la señora García iba a hacerlo María Dolores Pradera, pero, finalmente, Lucía Bosé es contratada como protagonista. La idea de la serie viene de tiempo atrás. Era un proyecto que nace bajo el franquismo, dentro del espíritu del 12 de febrero, es decir,  los guiones estaban escritos desde 1974. El desfase temporal entre la escritura de los guiones y la fecha del estreno, dado los cambios radicales que en ese tiempo se producen en España, hacían temer a Adolfo Marsillach que la serie hubiese quedado obsoleta y, sobre todo, que no fuese bien entendida desde los sectores más progresistas. Dice en sus memorias: "lo escribí autocensurándome y se vio cuando prácticamente la censura había desaparecido. Esto produjo un inevitable desfase"
La elección de la señora García, esto es, el retrato de una mujer de alta burguesía, se debió a que Marsillach entendía que era el único tipo de mujer que la censura franquista le permitiría reflejar, aunque, dice en sus memorias, lo que le preocupaba a él era la mujer que tiene que ir a trabajar y que luego el marido la exige que le tenga la camisa limpia todos los días. La señora García representaba un tipo femenino lleno de contradicciones: liberal, pero con el conservadurismo de su clase social; universitaria, pero dedicada a llevar la casa con un cortejo de sirvientes; rebelde, pero amante del lujo y ociosa. Una mujer con todo lo necesario para ser independiente, pero atada al esposo, los hijos, los convencionalismos, el protocolo, la etiqueta...
La serie desencadena cierta polémica. Se acusa a Marsillach de que el tipo de mujer que representa la señora García no existe y si existe no importa; o bien se afirma que la serie es una especie de manual de la perfecta casada, pues la solución que la señora García adopta ante los problemas conyugales es la de ceder siempre. También recibe muchas cartas de protesta de mujeres y de grupos femeninos. Muy pocas mujeres dicen en las cartas que recibe Marsillach que se vean reflejadas en el personaje que interpreta Lucía Bosé.
De hecho, Marsillach queda tan escaldado de la serie, la considera tan vinculada a una mujer de un determinado status y momento histórico (la del final del franquismo), que protesta cuando en 1984 TVE repone la serie.

## Reparto
- Lucía Bosé ... Señora García
- Adolfo Marsillach ... Señor Martínez
- Vicky Peña ... Renata
- Verónica Llimera ... Doncella
- Cristina Marsillach...Sra. García (niña)
- Analía Gadé
- Miguel Narros
- José Lifante
- Diana Pérez de Guzmán
- Rex Martin

## Actores episódicos
- Pilar Bardem
- Fernando Hilbeck
- Chelo Vivares
- José María Pou
- Nélida Quiroga
- Yolanda Ríos
- Tota Alba

## Lista de capítulos
- Capítulo 1. El encuentro (2-11-1976). El señor Martinez, guionista, conoce en un casino de Biarritz a la señora García, una viuda burguesa de unos 45 años, y le propone que le cuente su vida para que le sirva de base para un programa de televisión sobre cómo es la mujer de determinada clase social.
- Capítulo 2. La confesión (9-11-1976). La señora García, hija de un diplomático en Roma, narra cómo se dio cuenta de que la sociedad divide a las personas en hombres y mujeres y se remonta a su infancia, cuando vio a un niño hacer pipí. Luego cuenta su primer amor y su primer beso siendo una joven adolescente.
- Capítulo 3. La virginidad (16-11-1976). La señora García recuerda la muerte de su padre cuando tenía 16 años. Entonces llegó a Barcelona, entró a estudiar en la universidad  y conoció a Jorge, un hombre de familia bien. Con él tuvo su primera relación sexual. Pero, en realidad, este es un relato inventado. Le faltó valor o tuvo demasiados prejuicios para acostarse con él. Llegó virgen al matrimonio.
- Capítulo 4. El matrimonio (26-11-1976). La señora García cuenta cómo conoció a su marido, capitán de barco, y cómo se casó con él. Luego el matrimonio se rompió. Incluso mucho antes de que él muriese. En realidad, termina confesando, él no ha muerto. Pero para las mujeres es más fácil ser viuda que separada.
- Capítulo 5. El amante (30-11-1976). La señora García confiesa que, tras su separación, es observada de una forma irritante por los hombres. Conoce a un médico, Manolo, muy ocupado, con el que un día viaja fuera de España a un congreso. Pero después de su primera relación, todo cambia. Ella descubre que está casado y él se vuelve distante. Sintiéndose engañada, escondida, rompe la relación.
- Capítulo 6. El sexo (7-12-1976). El señor Martínez acompaña a la señora García a una peluquería de señoras. El señor Martínez se hace pasar por ayudante de peluquería y así puede oír las conversaciones de las mujeres. Hablan de las noticias de las revistas del corazón, de los maridos, de los embarazos y los partos… El señor Martínez se extraña que no hablen de los hombres o del sexo como hacen ellos en el barbero. Luego comprueba todo lo que se sacrifican las mujeres de la alta sociedad para gustar a los hombres o gustarse a sí mismas: de 6 a 7 horas semanales de peluquería, depilación, masajes, tablas de deportes... La señora García acusa a la publicidad de esta presión por estar siempre “bellas”. A continuación, en una discoteca llena de parejas que se besan, intenta que el señor Martínez comprenda que las mujeres no quieren ser objeto sexual, pero sí sentirse deseadas y coquetear.
- Capítulo 7. El viaje (14-12-1976). El señor Martínez acompaña a la señora García a Londres a ver a su hijo. Quiere conocer cómo es ella como madre. Tras hacer turismo y comprobar en los museos que la pintura está llena de mujeres desnudas y apenas hombres, cosa que también pasa en los espectáculos nocturnos, visitan al hijo en Cambridge. Tampoco estando en Londres en el mismo hotel el señor Martínez consigue una aproximación amorosa a la señora García. Esa noche se conforma con ver una revista Penhause.
- Capítulo 8. La amiga (21-12-1976). El señor Martínez, que cada vez se siente más atraído por la señora García, conoce a su amiga de toda la vida. Es la señora Álvarez (Analía Gadé). Esta le cuenta cosas de la señora García, pero puede que sean mentira. En realidad, esta amiga dice que no hay nada que le apetezca más a una mujer que conquistar al hombre que desea otra. El señor Martínez está dispuesto a ser conquistado por cualquiera de las dos, pero se da cuenta de que solo es un juguete. Una y otra le vuelven un poco loco.
- Capítulo 9. La sorpresa (28-12-1976). La señora García y el señor Martínez pasan unos días de invierno en Ibiza, isla que se ha convertido en un refugio de artistas. Visitan la casa de un amigo de la señora García, Alberto (Miguel Narros). Hablan del amor y especulan si el amor es una sorpresa. El señor Martínez, precisamente, se prenda de la joven y bella pareja extranjera de este amigo: Frida. Pero esta “cena” cada noche con un amigo distinto sin que a Alberto le importe. El señor García no entiende esta relación y anticipa su regreso a Madrid. Días después, recibe una carta de la señora Garcia que le revela que le mintieron. Frida no sale cada noche con un hombre, tiene novio y entre Alberto y ella no hay nada. O eso es lo que Alberto quiere que piensen los demás.
- Capítulo 10. El accidente (4-1-1977). La señora García acude a una echadora de cartas y esta le advierte de que un amigo suyo tendrá un accidente. El señor Martínez, que acude con la señora García a un anticuario, no cree en esas cosas y tampoco le gusta que se relacione a las mujeres con la superstición o el ser “brujas”. Pero le compra a la señora García un collar que perteneció a una bruja. La señora García intenta que el señor Martínez no viaje. Finalmente, este tiene un accidente de tráfico nada menos que con el coche en el que van el exmarido y la hija de la señora García. La hija llevaba el collar de la bruja. El exmarido queda muy grave y muere. Pero, en realidad, la hija no llevaba el collar de la bruja que compró el señor Martínez. Llevaba otro idéntico que le regaló su padre. Resulta que todos son falsos. El anticuario los vende en serie. El señor Martínez, por su parte, confiesa que, para acabar con la mentalidad supersticiosa de la señora García, sobornó a la echadora de cartas para que hiciese una predicción que nunca debería haberse cumplido.
- Capítulo 11. La realidad (11-1-1977). La señora García se retira a una estación de esquí para descansar del shock del fallecimiento de su exmarido. Su hijo mayor, Juan, que se siente poco querido por la madre, acude a su retiro. El hijo le reprocha lo que está contando en la serie y que él no haya aparecido hasta este capítulo. Y no ha aparecido antes porque hubiese defendido a su padre y le hubiese reprochado a ella que no trabajase y se ganase la vida. El señor Martínez insiste en algo similar. La señora García debe dejar de vivir de la rentas. Debe trabajar y convertirse en un ser útil. Pero ella pide trabajo a los conocidos sin resultado. El señor Martínez queda con Juan para que apoye a su madre. Juan le acusa de haber escrito una serie reaccionaria y le aconseja que haga una serie sobre una mujer que trabaja y lleva la casa. La señora García acude al psicólogo buscando ayuda. Confiesa que participó en la serie porque se creía una representante cualificada de la mujer española, pero reconoce que no es así. El psicólogo le diagnostica “soledad” y que salga de ella integrándose en el mundo. La señora García, finalmente, le pide al señor Martínez ser su secretaria porque no encuentra trabajo de ninguna manera. Es mayor, es mujer… Y en España las leyes dicen que una mujer no puede ser soldado, ni juez, ni notario… Entonces el señor Martínez le pide que escriba a máquina: “Hay que cambiarlo todo. Todo, todo…”.
- Capítulo 12. El sueño (18-1-1977). La señora García comienza a ver por todas partes, como en una aparición, a un joven muy atractivo. Hasta sueña con él. En uno de esos sueños, está tumbada en la arena de la playa y por allí ronda el joven. Pero, poco a poco, se hunde en la arena hasta quedar sepultada. Finalmente, un día llega a su casa y se encuentra con que su hijo menor ha regresado de Londres. Y ha vuelto con su mejor amigo, Mario, que resulta ser el joven con el que ella sueña obsesivamente.
- Capítulo 13. La vejez (25-1-1977). La señora García, enamorada de Mario, queda con él en Toledo y están a punto de acostarse. Pero el joven no acude a su habitación de hotel. Sintiéndose una mujer mayor, cae en una depresión de la que intenta sacarle el señor Martínez. Sobre todo, porque tienen que poner fin a la serie y hay que buscar un final. Juntos fabulan cuál es ese final. El señor Martinez propone que, finalmente, ella y él se enamoren y se besen. A ella le parece un final trasnochado. Y cuando se rueda, Lucía Bosé protesta porque Adolfo Marsillach le ha dado un beso de cinco minutos.

## Premios
Más allá de la polémica, lo cierto es que la buena acogida de la serie se demuestra en que consigue el TP de Oro (premios por votación popular) a la mejor serie nacional y a la mejor actriz nacional (Lucía Bosé) y el Fotogramas de Plata al mejor intérprete de televisión (Adolfo Marsillach). La señora García... es el programa y el personaje del año junto con Kabir Bedi y Sandokan (1976), Rock Hudson y McMillan y señora (McMillan and Wife, NBC, 1971-1977), Fernando Guillén y La saga de los Rius (TVE, 1976-1977), José María Iñigo y Esta noche, fiesta (TVE, 1976-1977) o Kiko Ledgard y Un, dos, tres (TVE, 1972-1978).